# Reacción de Benedict
En química, la reacción o prueba de Benedict identifica azúcares reductores (aquellos que tienen libre su OH del C anomérico), como la lactosa, la glucosa, la maltosa y la celobiosa. En disoluciones alcalinas pueden reducir el Cu2+, que tiene color azul, a Cu+, que en el medio alcalino precipita como Cu2O de color rojo-naranja.

## Descripción
El reactivo de Benedict consta de:

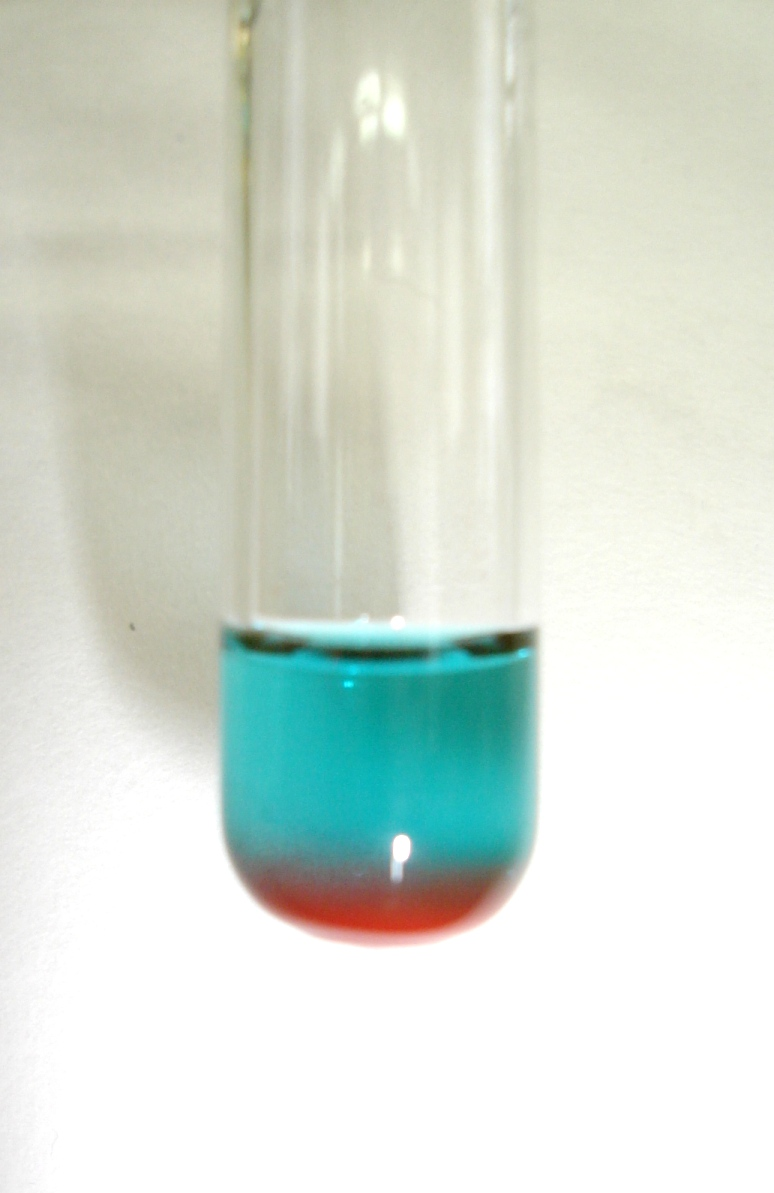
Imagen de la prueba de Benedict positiva.

- sulfato cúprico (comúnmente la sal pentahidratada);
- citrato de sodio (estabiliza el Cu2+ durante el almacenaje del reactivo),
- carbonato anhidro de sodio y NaOH, que sirven para alcalinizar el medio.

El fundamento de esta reacción radica en que, en un medio alcalino, el ion cúprico (otorgado por el sulfato cúprico) es capaz de reducirse por efecto del grupo aldehído del azúcar (-CHO) a su forma de Cu+. Este nuevo ion se observa como un precipitado rojo ladrillo correspondiente al óxido cuproso (Cu2O). En caso de ser un resultado negativo permanece con su color azul cian.
El medio alcalino facilita que el azúcar esté de forma lineal, puesto que en disolución forma un anillo piranósico o furanósico. Una vez que el azúcar está lineal, su grupo aldehído puede reaccionar con el ion cúprico. 
En estos ensayos es posible observar que la fructosa (una cetohexosa) es capaz de dar positivo. Esto ocurre por las condiciones en que se realiza la prueba: en un medio alcalino caliente esta cetohexosa se tautomeriza (pasando por un intermediario enólico) a glucosa y manosa (que es capaz de reducir al ion cúprico).[cita requerida]
Los disacáridos como la sacarosa [con enlace α(1→2)] y la trehalosa [con enlace α(1→1)] no dan positivo puesto que sus OH del C anomérico están implicados en el enlace glucosídico.
En resumen, se habla de azúcares reductores cuando tienen su OH del C anomérico libre, y estos son los que dan positivo en la prueba de Benedict.